# Алдеяс-Алтас

Алдеяс-Алтас на карте штата.

Алдеяс-Алтас (порт. Aldeias Altas) — муниципалитет в Бразилии, входит в штат Мараньян. Составная часть мезорегиона Восток штата Мараньян. Входит в экономико-статистический микрорегион Куэлью-Нету. Население составляет 23 952 человека на 2010 год. Занимает площадь 1942,115 км². Плотность населения — 12,33 чел./км².

## Демография
Согласно сведениям, собранным в ходе переписи 2010 г. Национальным институтом географии и статистики (IBGE), население муниципалитета составляет:
| Полное население                               | Полное население                               | Полное население                               | Полное население                               | 23 952 |
| ---------------------------------------------- | ---------------------------------------------- | ---------------------------------------------- | ---------------------------------------------- | ------ |
| в том числе:                                   | Городское население                            | 13 634                                         | Процент городского населения, %                | 56,92  |
|                                                | Сельское население                             | 10 318                                         | Процент сельского населения, %                 | 43,08  |
|                                                | Мужское население                              | 12 395                                         | Процент мужского населения, %                  | 51,75  |
|                                                | Женское население                              | 11 557                                         | Процент женского населения, %                  | 48,25  |
| Плотность населения, чел/км²                   | Плотность населения, чел/км²                   | Плотность населения, чел/км²                   | Плотность населения, чел/км²                   | 12,33  |
| Население муниципалитета в % к населению штата | Население муниципалитета в % к населению штата | Население муниципалитета в % к населению штата | Население муниципалитета в % к населению штата | 0,36   |

По данным оценки 2016 года, население муниципалитета составляет 25 823 жителя.

## Статистика
- Валовой внутренний продукт на 2003 год составляет 23 549 477,00 реалов (данные: Бразильский институт географии и статистики).
- Валовой внутренний продукт на душу населения на 2003 год составляет 1269,51 реалов (данные: Бразильский институт географии и статистики).
- Индекс развития человеческого потенциала на 2000 год составляет 0,549 (данные: Программа развития ООН).